# انترکس
انترکس (انگلیسی: Anthrax) یک گروه موسیقی ترش متال آمریکایی است که در سال ۱۹۸۱ توسط گیتاریست ریتم اسکات ایان و بیسیست دن لیلکر تشکیل شد. این گروه یکی از پیشگامان عرصهٔ ترش متال دهه ۱۹۸۰ به‌شمار می‌رود و در کنار متالیکا، مگادث و اسلیر جزو «چهار بزرگ» این سبک است. انترکس همچنین یکی از اولین گروه‌های ترش متال (همراه با اورکیل و نیوکلئر اسالت) بود که از سواحل شرقی آمریکا ظهور کرد. ترکیب کنونی گروه شامل اسکات ایان، درامر چارلی بنانته، بیسیست فرانک بلو، خواننده جویی بلادانا و گیتاریست اصلی جاناتان دونیز است. ترکیب انترکس در طول فعالیتش بارها تغییر کرده و ایان تنها عضو ثابت گروه بوده است. ایان و بنانته (که در سال ۱۹۸۳ جایگزین درامر موقتی گرگ دی آنجلو شد) تنها اعضای حاضر در تمام آلبوم‌های انترکس هستند، در حالی که بلو از سال ۱۹۸۴ و پس از جایگزینی لیلکر به گروه پیوست.
پس از تغییر چندین عضو، انترکس اولین آلبوم خود، فیستفول آو متال (۱۹۸۴)، را با خواننده نیل تربین منتشر کرد. تربین همان سال با جویی بلادانا جایگزین شد و ترکیب گروه تثبیت شد. سومین آلبوم انترکس، امانگ د لیوینگ (۱۹۸۷)، که اولین موفقیت جریان اصلی گروه را به ارمغان آورد، به‌عنوان یکی از برترین آلبوم‌های ترش متال شناخته می‌شود. دو آلبوم بعدی گروه، استیت آو یوفوریا (۱۹۸۸) و پرسیستنس آو تایم (۱۹۹۰)، جایگاه آن‌ها را به‌عنوان یکی از موفق‌ترین گروه‌های ترش متال تثبیت کرد و آلبوم دوم نامزدی جایزه گرمی را برایشان به همراه داشت. در سال ۱۹۹۲، انترکس با قرارداد ۱۰ میلیون دلاری به الکترا رکوردز پیوست و بلادونا با جان بوش از گروه آرمورد سینت جایگزین شد. اولین آلبوم بوش با انترکس، ساوند آو وایت نویز (۱۹۹۳)، به رتبه هفتم جدول بیلبورد ۲۰۰ رسید (بزرگ‌ترین موفقیت گروه در جدول) و تک‌آهنگ رادیویی «اونلی» را داشت. آلبوم‌های بعدی با بوش موفقیت انتقادی و تجاری کمتری داشتند؛ گروه پس از انتشار استامپ ۴۴۲ (۱۹۹۵) به دلیل کمبود حمایت تبلیغاتی از الکترا جدا شد و والوم ۸: د ترت ایز ریل (۱۹۹۸) به دلیل ورشکستگی لیبلشان با مشکل مواجه شد.
بوش در سال ۲۰۰۵ انترکس را ترک کرد و گروه با بلادانا و گیتاریست اصلی دن اسپیتز دوباره متحد شد. پس از جدایی بلادانا و اسپیتز در سال ۲۰۰۷، انترکس خواننده دن نلسون را به کار گرفت و کار روی آلبوم جدید را آغاز کرد، اما نلسون در سال ۲۰۰۹ از گروه جدا شد. پس از یک اتحاد کوتاه‌مدت با بوش، بلادانا در سال ۲۰۱۰ برای سومین بار به گروه پیوست. اولین آلبوم انترکس با بلادانا پس از ۲۱ سال، ورشپ میوزیک (۲۰۱۱)، با موفقیت انتقادی و تجاری به رتبه دوازدهم بیلبورد ۲۰۰ رسید. آخرین آلبوم گروه تا به امروز، فور آل کینگز، در سال ۲۰۱۶ منتشر شد.
انترکس ۱۱ آلبوم استودیویی، چندین آلبوم دیگر و ۲۶ تک‌آهنگ منتشر کرده است، از جمله همکاری در یک تک‌آهنگ با گروه هیپ‌هاپ آمریکایی پابلیک انمی. چهار آلبوم استودیویی گروه (امانگ د لیوینگ، استیت آو یوفوریا، پرسیستنس آو تایم و ساوند آو وایت نویز) گواهی طلایی از انجمن صنعت ضبط موسیقی ایالات متحده آمریکا دریافت کرده‌اند. بر اساس نیلسن سانداسکن، انترکس از سال ۱۹۹۱ تا ۲۰۰۴ در ایالات متحده ۲٫۵ میلیون آلبوم فروخته و در مجموع در سراسر جهان ۱۰ میلیون فروش داشته است.

## آلبوم‌ها

### استودیویی
| نام آلبوم                       | سال انتشار |
| ۱. Fistful of Metal             | ۱۹۸۴       |
| ۲. Spreading the Disease        | ۱۹۸۵       |
| ۳. Among the Living             | ۱۹۸۷       |
| ۴. State of Euphoria            | ۱۹۸۸       |
| ۵. Persistence of Time          | ۱۹۹۰       |
| ۶. Sound of White Noise         | ۱۹۹۳       |
| ۷. Stomp ۴۴۲                    | ۱۹۹۵       |
| ۸. Volume 8: The Threat Is Real | ۱۹۹۸       |
| ۹. We've Come for You All       | ۲۰۰۳       |
| ۱۰. Worship Music               | ۲۰۱۱       |
| ۱۱. For All Kings               | ۲۰۱۶       |